# Георг Пфрюндт

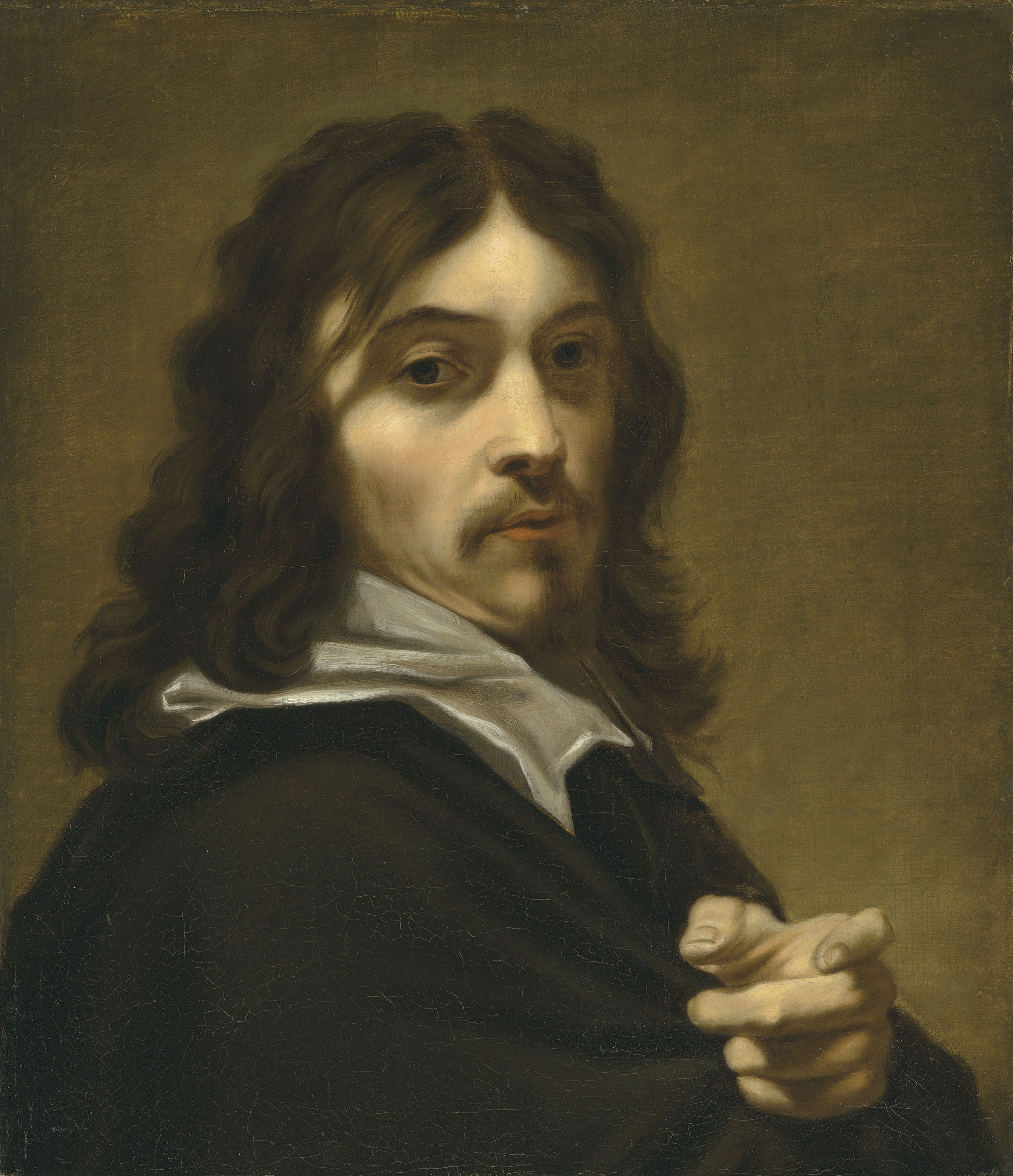
Георг Пфрюндт (1603—1663) (Ніколас ван Хелт Стокаде, бл. 1639)

Георг Пфрюндт (1603, Флаксланден — 1663, Дурлах) — німецький медальєр, восковий карбувальник і гравер, а також скульптор, інженер і будівельний майстер. Батько художниці Анни Марії Браун.
Скульптури та рельєфи Пфрюндта відрізняються реалістичністю для його часу, але він залишився маловідомим через те, що його роботи не були численними. У музеї історії мистецтва у Відні зберігається його рельєф «Деметра та Діоніс у Афродити».

## Біографія
Пфрюндт був сином майстра-теслі з Флаксландена, села поблизу Ансбаха у Франконії. Дворянин з Крайльсгайма дав йому гроші, щоб навчатися в Нюрнберзі у мистецтвознавця Ганна Хаффнера та різьб'яра Георга Веста Старшого. Надалі він навчився скульптурі у Леонгарда Керна і, ймовірно, створив кілька робіт для свого покровителя. Вивчав також архітектуру та інженерію у Карла Фрідріха Райхена.
Під час Тридцятилітньої війни він служив під командуванням герцога Бернхарда Саксен-Веймарського і потрапив у шведський полон у битві під Нердлінгеном. Після звільнення знову служив герцогу Бернгарду і брав участь в облозі Брайзаха. У Страсбурзі він тяжко захворів і деякий час був при смерті. Після одужання одружився.
Деякий час Пфрюндт жив у Ліоні, де в 1642 році народилася його дочка Анна Марія (після одруження — Браун, стала художницею). Сандрарт пише інакше, що вона народилася в Парижі. Переїхав до Парижа в 1643 році і став учнем французького медаліста Жана Варена (або Варіні). Тут він працював воскобійником.
Повернувшись до Німеччини в 1645 році, він працював при багатьох королівських дворах. З Франції він привіз особливий спосіб створення портрета. Він створив багато медальних портретів, які були плоскими, але дуже тонко змодельованими на овальному тлі. Медалі були не тиснені, а литі.
Оскільки його перша дружина померла, він одружився вдруге. Від другої дружини у нього також було кілька дочок.

Завдяки своєму стилю, техніці та якості дизайну цей медальєр раннього бароко цінувався набагато вище за багатьох своїх сучасників. Він розробив пфенніги для маркграфа Альбрехта Бранденбург-Ансбахського та Фрідріха IV Баден-Дурлахського. Він так добре навчив свою дочку Анну-Марію мистецтву створення медалей, що вона сама досягла успіху.

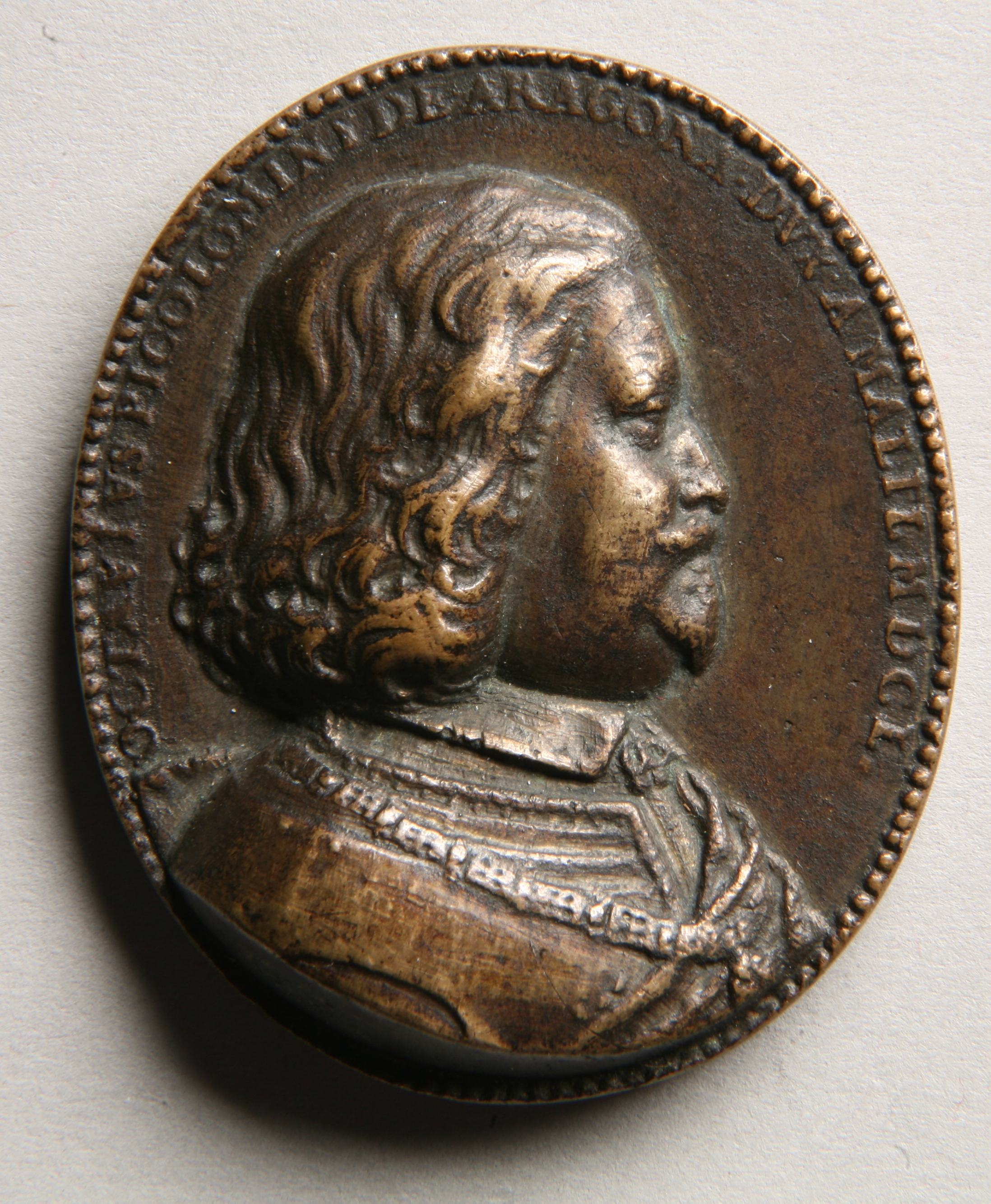
О. Пікколоміні
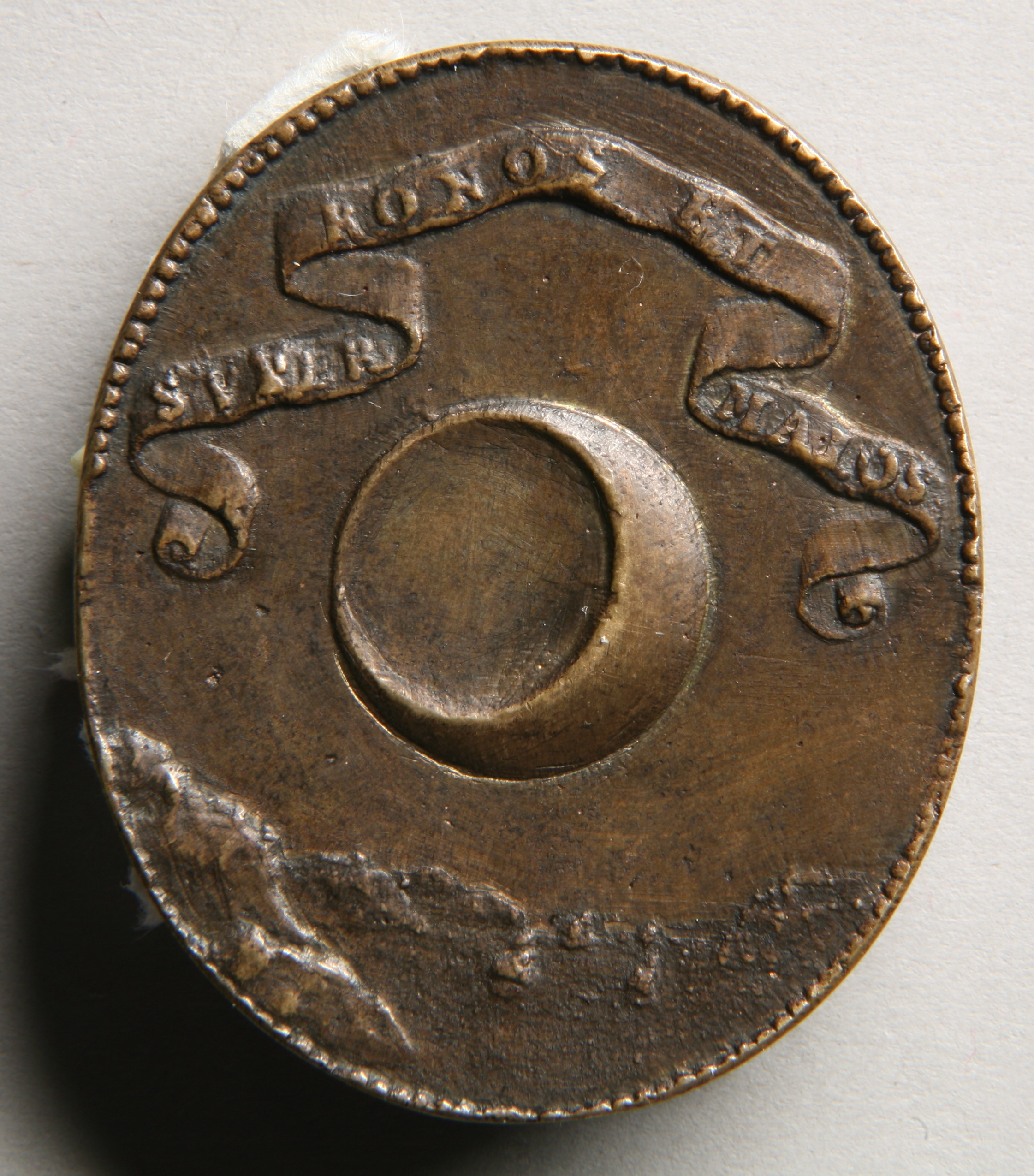
1650 рік
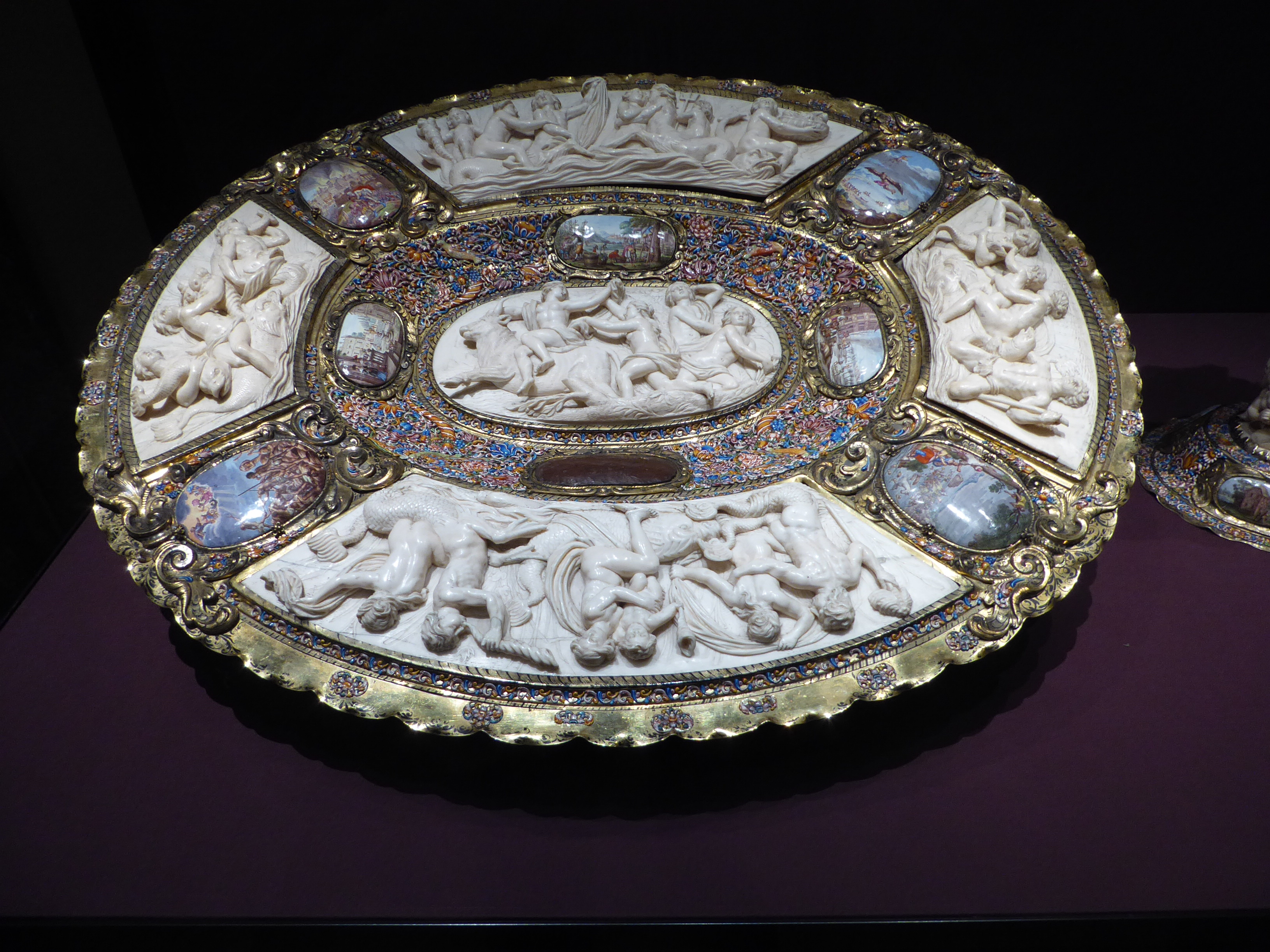
1663 рік

## веб-посилання
- Георг Пфрюндт (1603—1663) bawue.museum-digital.de (три приклади)